# تريفور بيلينغهام
تريفور بيلينغهام (بالإنجليزية: Trevor Billingham)‏ هو منافس ألعاب قوى أسترالي، ولد في 22 ديسمبر 1935، وتوفي في 28 يناير 2005.